# Friendly Enemies (film, 1942)
Pour plus de détails, voir Fiche technique et Distribution.
Friendly Enemies est un film dramatique américain réalisé par Allan Dwan, sorti en 1942. Un film muet, éponyme de la pièce de théâtre de Samuel Shipman dont il était l'inspiration, était déjà sorti en 1925, réalisé alors par George Melford. 

## Synopsis
Deux amis de nationalité allemande, durant la Première Guerre mondiale émigrent aux États-Unis. L'un s’intègre totalement tandis que l'autre s’entête à rester loyal à une culture et à un pays qui à cette époque, est de plus en plus rejeté. Son entêtement et sa loyauté aveugle seront à l'origine de la tragédie.

## Fiche technique
- Titre : Friendly Enemies
- Réalisation : Allan Dwan
- Scénario : Adelaide Heilbron et Aaron Hoffman d'après la pièce de théâtre de Samuel Shipman
- Photographie : Edward Cronjager
- Musique : Lucien Moraweck
- Pays de production :  États-Unis
- Format : Noir et blanc - 1,37:1 - Mono
- Genre : Film dramatique
- Durée : 95 minutes
- Date de sortie : 1942

## Distribution
- Charles Winninger : Karl Pfeiffer
- Charles Ruggles : Heinrich Block
- James Craig : Bill Pfeiffer
- Nancy Kelly : June Block
- Otto Kruger : Anton Miller
- Ilka Grüning : Mrs. Pfeiffer
- Greta Meyer : Gretchen
- Addison Richards : Inspecteur McCarthy
- Charles Lane : Braun